# Лупінг
Лупінг (рос. лупинг; англ. looping; нім. Loopingleitung f) — трубопровід, який прокладається паралельно до основного трубопроводу; підключається для збільшення його пропускної здатності.
Ha ділянці трубопроводу з лупінгом витрата продукту, що транспортується в основному трубопроводі зменшується, отже, скорочується загальна втрата напору на подолання гідравлічного опору. Тому при незмінній величині напору пропускна здатність трубопроводу в цілому збільшується тим значніше, чим більше площа поперечного перерізу лупінга.